# Steibis

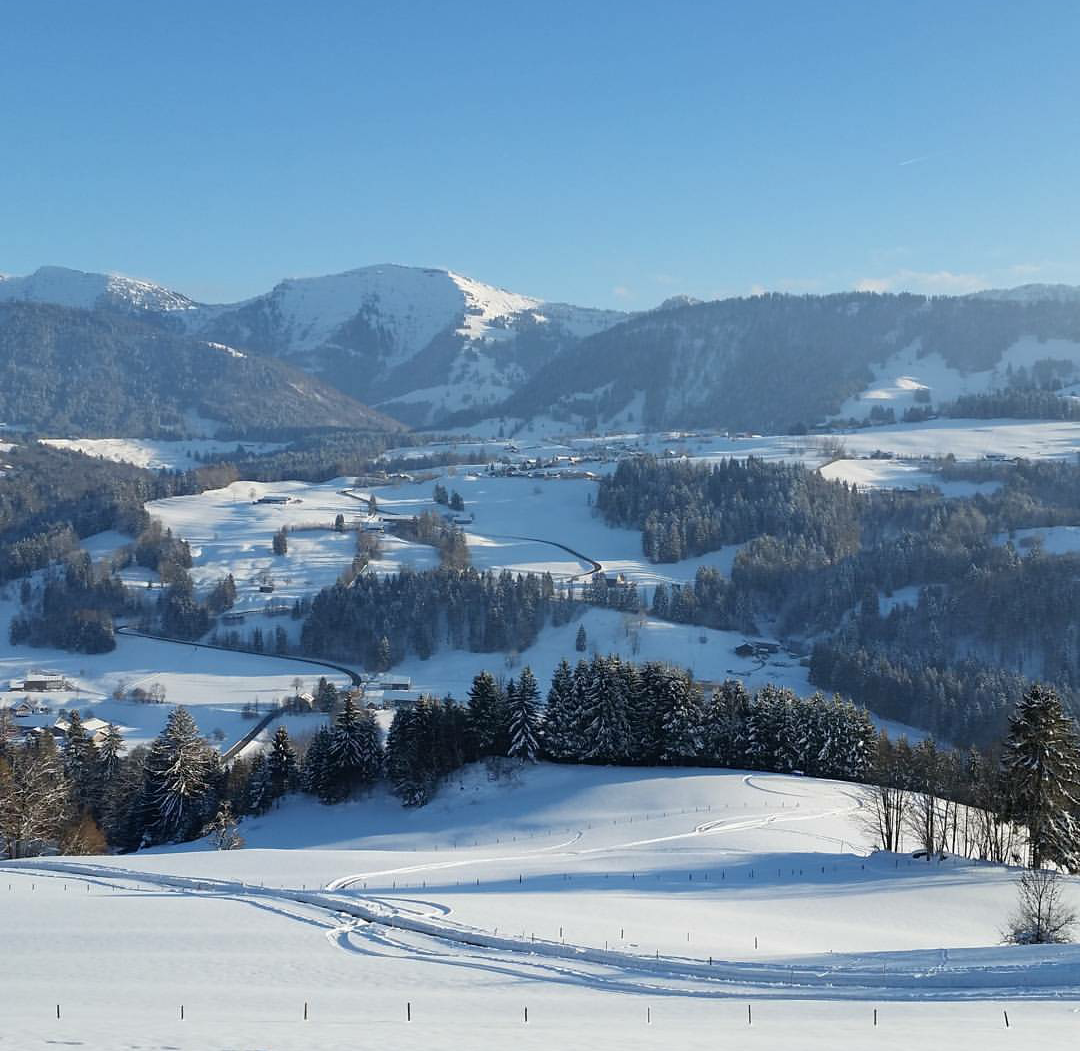
Blick von Oberstaufen nach Steibis und Berg Hochgrat

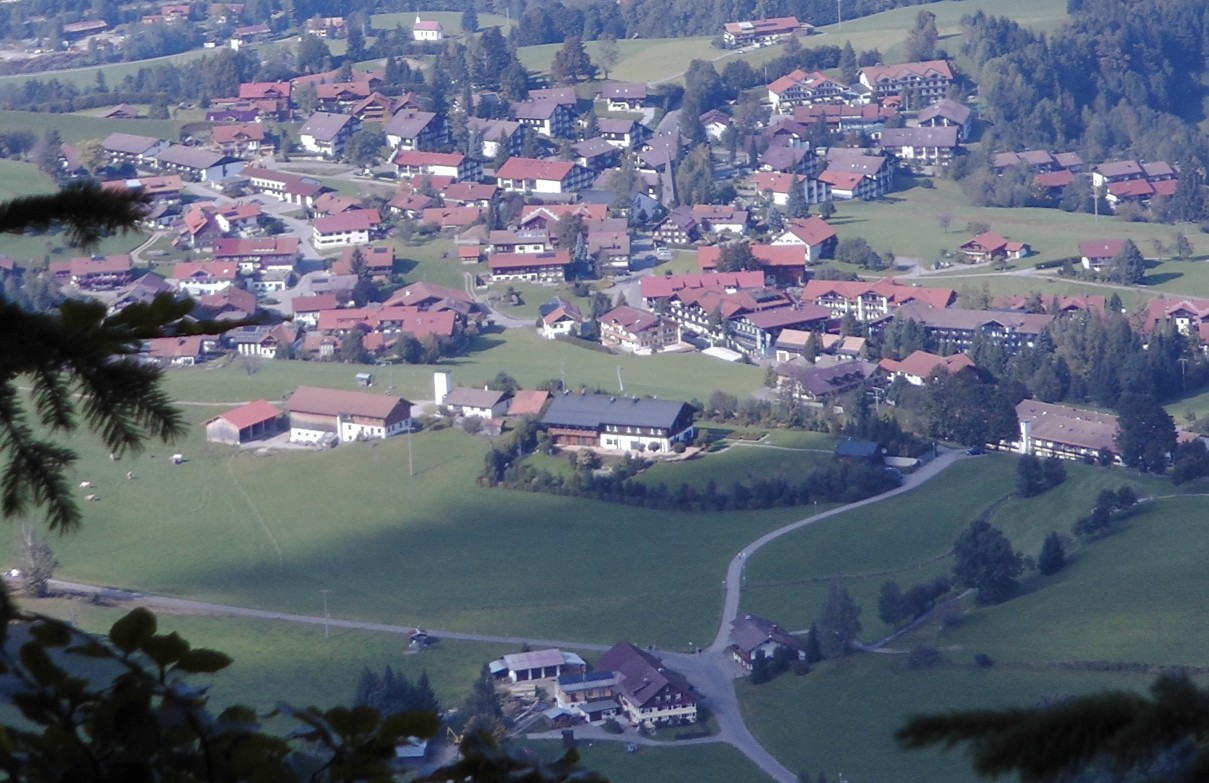
Steibis vom Imberggrat

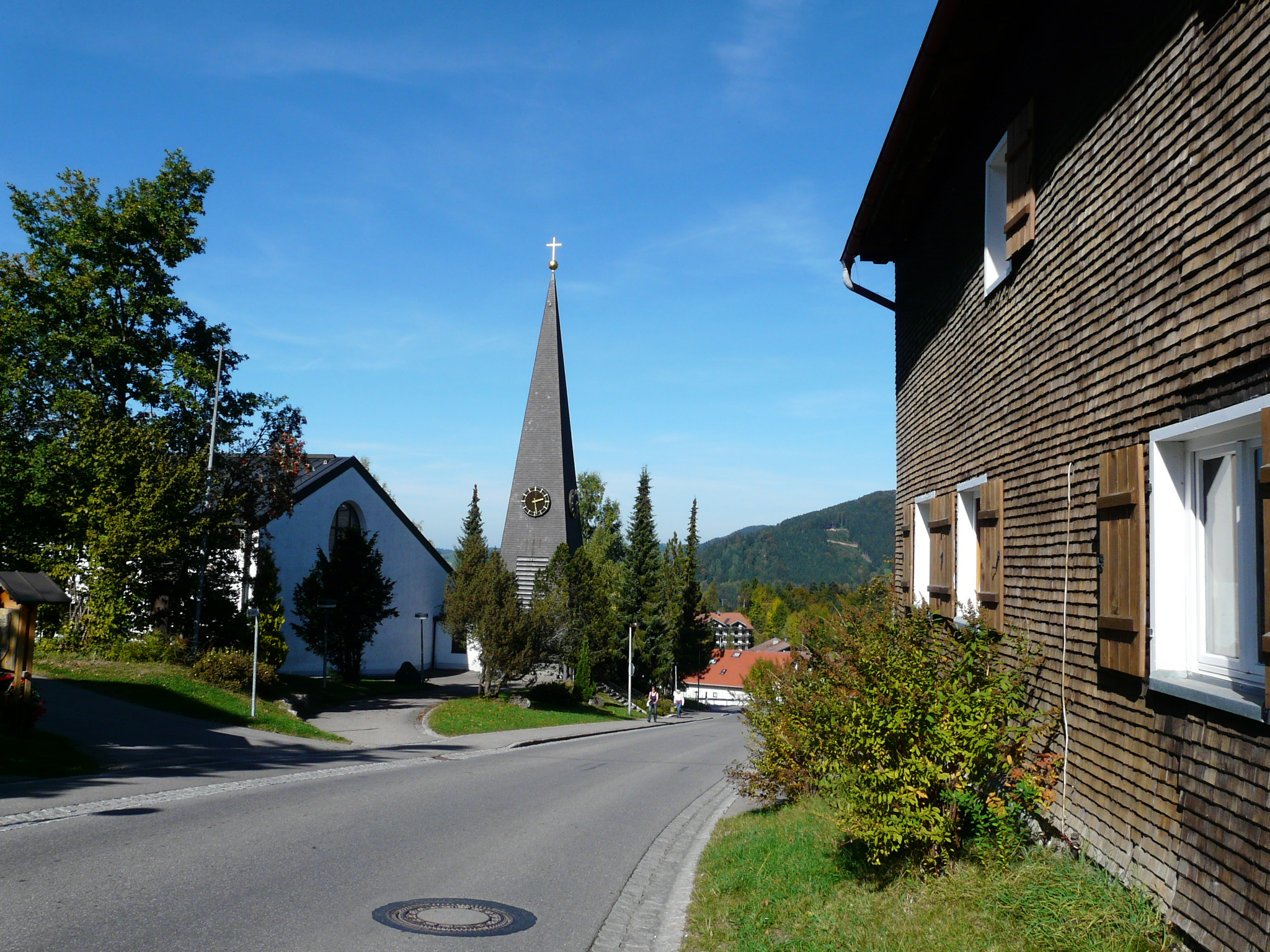
Neue Kirche in Steibis

Steibis (mundartlich: Schteibis) ist ein Ortsteil in der Gemarkung Aach im Allgäu des Marktes Oberstaufen im bayerisch-schwäbischen Landkreis Oberallgäu. Es liegt auf einer leicht abfallenden Hochebene zwischen dem nördlichen Weissachtal und der südlich liegenden Hochgratkette auf einer Höhe von 860 m. Hausberge sind der Hochgrat und der direkt im Ort fußende Imberg.

## Geschichte
Die erste auffindbare urkundliche Nennung des Ortsnamens Steibis ist die im Leuteverzeichnis der Grafschaft Rothenfels aus dem Jahre 1451. Dort sind als Eigenleute der Grafschaft „Elss Harrerin ze Stöbin und Kräugerin“ registriert. Auf gut Deutsch bedeutet „ze Stöbin“ zu den („Leuten namens“) Stöb. Für Steibis gibt es aber keinen anderen Beleg für das Vorkommen des Familiennamens Stöb als eben den von 1451, der auf Jäck Stöb deuten kann. 
Steibis war und ist noch heute das Eingangstor zum größten zusammenhängenden einstigen Sennalpen- und heutigen Galtalpengebiet Deutschlands. Die Erschließung dieses Alpengebiets zur Sömmerung von Milchkühen und Jungrindern von weither begann schon im 12. Jahrhundert.
Im Jahr 1640 wurde der Ort während des Dreißigjährigen Krieges von schwedischen Truppen niedergebrannt. Im Jahr 1774 fand die Vereinödung Steibis' statt.
Bis ins 19. Jahrhundert war Steibis nur ein kleines Bergdorf der Gemeinde Aach. Seit 1857 eigenständige Pfarrei, zählte der Ort Anfang des 20. Jahrhunderts 239 Einwohner. Dann begann nach dem Ersten Weltkrieg eine Wandlung zum Ferien- und Wintersportort. Im 20. Jahrhundert wuchs es durch den aufkommenden Tourismus rasch an, so dass es eine eigene Schule, eine eigene Poststation, einen eigenen Pfarrhof und ein eigenes öffentliches Hallenbad bekam. 1957 wurde die Straße von Höfen im Weißachtal hinauf nach Steibis gebaut. 1967 erfolgte die Anerkennung als Luftkurort. Der Bau der Imbergbahn 1950 und der Hochgratbahn 1973 waren wesentliche Meilensteine auf dem Weg zu einem der bedeutendsten Tourismusorte im Allgäu. 1971 wurde die alte Kirche St. Maximilan aus dem Jahr 1811 abgerissen, eine neue, moderne Kirche war Ende 1970 eingeweiht worden. Im Zuge der kommunalen Neuordnung Bayerns im Jahre 1972 fiel Steibis am 1. Januar 1972 mitsamt der Gemeinde Aach an den Markt Oberstaufen.

## Sehenswürdigkeiten

Steibis in den 1930er Jahren

### Naturdenkmäler

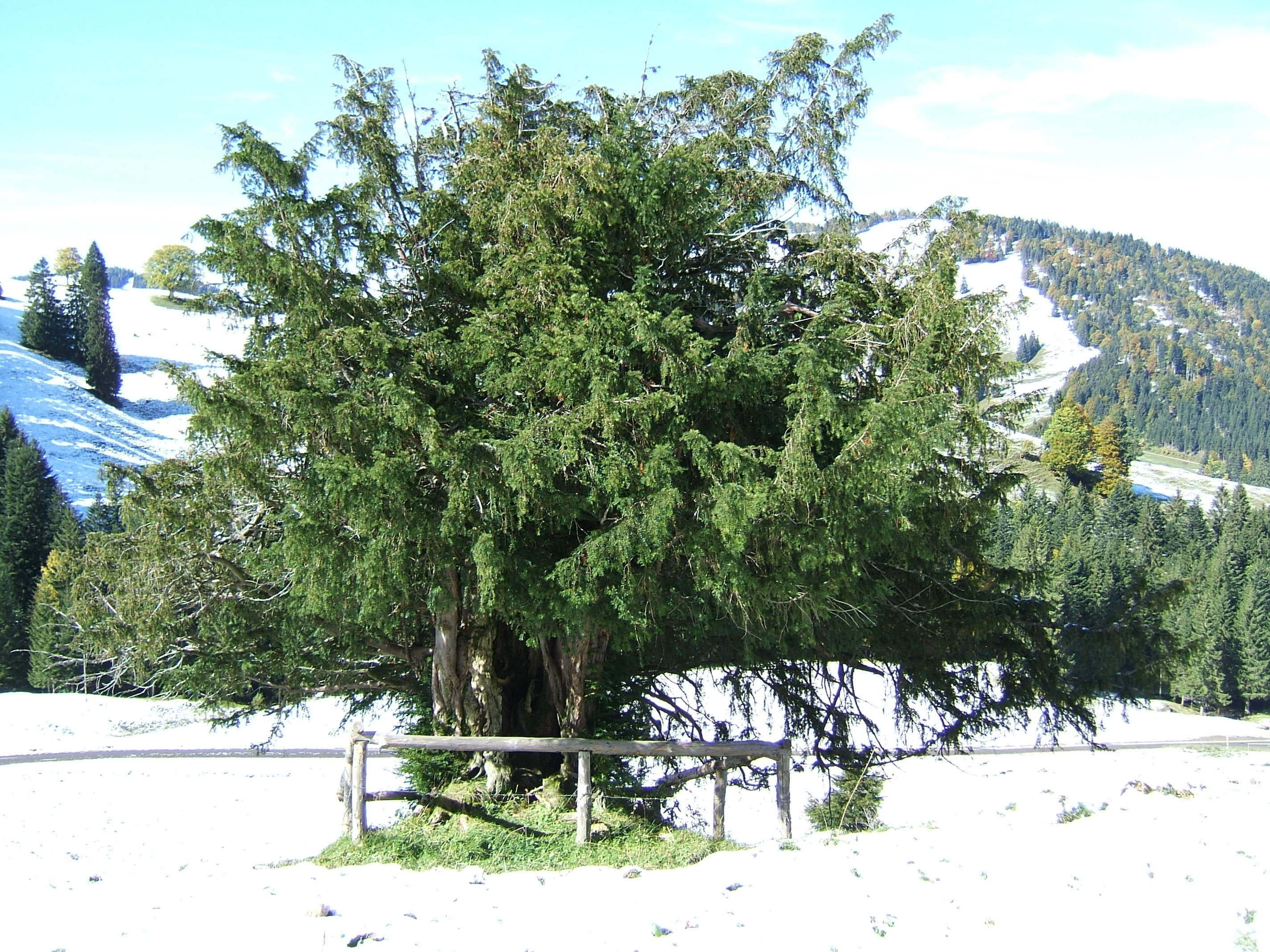
Ureibe bei Steibis

Am Nordhang des Seelekopfs oberhalb der Unteren Lauchalpe steht die Ureibe bei Steibis. Das Alter dieser weiblichen Eibe wird auf 600–800 Jahre geschätzt. Sie ist damit einer der ältesten Bäume Deutschlands. Ihr Stamm ist hohl und hat einen Umfang von rund 5 Meter.
Der Ort verfügt über einige weitere besonders alte und mächtige Bäume wie zum Beispiel den Trogahorn Steibis.
Rund 1,5 km östlich des Ortes liegen die Buchenegger Wasserfälle in der Weißach.

### Sennerei
Die traditionell geführte Sennerei mitten im Dorf bietet Führungen zur Herstellung des dort hergestellten Bergkäses an.
Siehe auch: Liste der Baudenkmäler in Oberstaufen#Steibis

## Sport

### Sommer
- Wandern
- Nordic Walking
- 18-Loch Golfplatz[4]

### Winter
- Skifahren auf Pisten. Eine 8er-Gondelbahn am Imberg und zahlreiche Schlepplifte der Skiarena Steibis bieten eine Gesamtpistenstrecke von ungefähr 17 Kilometern[5].
- präparierte Skilanglauf-Loipen rund um Steibis im klassischen Stil und Skating[6]
- zahlreiche Möglichkeiten für Ski- und Schneeschuhtouren
- Rodelbahn

## Persönlichkeiten
- Christl Cranz-Borchers (* 1. Juli 1914 in Brüssel; † 28. September 2004 in Steibis), von 1934 bis 1939 zwölffache Weltmeisterin in den alpinen Skidisziplinen Abfahrt (3), Slalom (4) und Kombination (5) sowie Olympiasiegerin in der Alpinen Kombination bei den Olympischen Winterspielen 1936 in Garmisch-Partenkirchen, lebte viele Jahre in Steibis/Sägmühle und leistete mit ihrer Arbeit – sie gründete die ortsansässige Skischule, die bis heute ihren Namen trägt[7] – auch einen wesentlichen Beitrag für die weitere Entwicklung zum Wintersportort nach dem Zweiten Weltkrieg.